# Gare de Moestroff
La gare de Moestroff était une gare ferroviaire luxembourgeoise de la ligne d'Ettelbruck à Grevenmacher, située dans la localité de Moestroff, sur le territoire de la commune de Bettendorf, dans le canton de Diekirch.
C'était une gare voyageurs de la Société nationale des chemins de fer luxembourgeois (CFL), avant sa fermeture en 1964.

## Situation ferroviaire
Établie à 201 mètres d'altitude, la gare de Moestroff était située au point kilométrique (PK) 7 de la ligne d'Ettelbruck à Grevenmacher, entre les gares aujourd'hui fermées de Bettendorf de Reisdorf.

## Histoire
La gare de Moestroff est mise en service par la Compagnie des chemins de fer Prince-Henri, lors de l'ouverture à l'exploitation de la section de Diekirch à Echternach de la ligne d'Ettelbruck à Grevenmacher le 8 décembre 1873.
La gare est fermée le 27 mai 1964, en même temps que le trafic voyageurs sur la section Diekirch-Echternach de la ligne d'Ettelbruck à Grevenmacher.

## Service des voyageurs
Gare fermée depuis le 27 mai 1964. Le bâtiment voyageurs existe toujours, reconverti en maison individuelle.